# Даляньский технологический университет
Даляньский политехнический университет (англ. Dalian University of Technology, кит. 大连理工大学) университет в городе Далянь, провинция Ляонин, КНР. Подчинен напрямую Министерству образования КНР.
До 1987 года назывался Даляньский политехнический институт. Дата основания — 1949 год. Начал развиваться с 1960-х гг. прошлого века как один из ключевых университетов КНР. Даляньский политехнический университет известен подготовкой специалистов по машиностроению, а также научной школой. Университет также предлагает программы по бизнесу, менеджменту, гуманитарным наукам. В университете 19 научных школ, 54 программы подготовки бакалавров, 147 программ подготовки магистров и 107 различных программ докторских степеней. В университете 21 направление подготовки на национальном уровне, которые поддерживаются государством (Министерство образования КНР) в качестве ключевых дисциплин.
- Химическое машиностроение[1]
- Механика[2]
- Гражданское машиностроение[3]
- Механическая инженерия[4]
- Математика[5]
- Охрана окружающей среды[6]
- Менеджмент[7]

С 1978 года университет выиграл почти 1000 наград за достижения в области науки и техники, 9 из которых были Национальными премиями в области естественных наук, семь — Национальными премиями за изобретения, а 20 — в области науки и техники.
В университете большой кампус, имеется современное исследовательское оборудование, крупная библиотека. Государство в лице Министерства образования КНР поддерживает четыре ключевые лаборатории, инициатором открытия которых и являлось. В кампусе находится спортивная площадка, общежитие для приглашенных гостей, в также отель международного класса.
Университет сочетает в себе традиции старого Китая и новые технологии.
При поддержке в рамках «проекта 985» и «проекта 211», которые поддерживает государство (Министерство образования КНР), местные власти провинции Ляонин, а также городские власти Даляня, университет разрабатывает планы «оживления» промышленной базы Северо-востока КНР, а также готовит специалистов для того, чтобы в будущем стать известным в мире исследовательским университетом.